# Theo Boosten (architect)
Theo H.A. Boosten (Maastricht, 19 juli 1920 - aldaar, 28 juni 1990) was een Nederlands architect. Hij was vooral werkzaam in de provincie Limburg, waar hij een aantal opmerkelijke kerkgebouwen ontworpen heeft.

## Loopbaan
Theo Boosten werd in 1920 geboren als zoon van architect Alphons Boosten (1893-1951). Hij koos hetzelfde beroep als zijn vader. Hij kreeg zijn opleiding aan de Technische Hogeschool Delft (afgestudeerd in 1949) en de Columbia University School of Architecture in New York (tot 1953). Toen hij daarna terugkeerde naar Nederland nam hij het bureau van zijn vader over, dat na diens overlijden in 1951 geleid werd door ir. Witteveen. Theo Boosten werkte in onderling sterk verschillende stijlen en had een voorkeur voor ontwerpen van kerken. In 1958 baarde hij opzien met de Pius X-kerk (Eindhoven), die de vorm van een tent had. De Vredeskerk in Venray en de Sint-Annakerk in Maastricht leken geïnspireerd op Le Corbusier, terwijl de Heilige Familiekerk, ook in Maastricht, en de Onze-Lieve-Vrouw van Altijddurende Bijstandkerk in Valkenburg eerder gebaseerd waren op het functionalisme.
Theo Boosten was hoofdbestuurslid van de Bond van Nederlandse Architecten en werd onderscheiden met de 'Tectotroop'. Daarnaast was hij bestuurslid van het Bonnefantenmuseum.
Naast bekende kerkgebouwen ontwierp Boosten ook reguliere woonhuizen. Deze zijn voornamelijk binnen Maastricht terug te vinden.
Theo Boosten gaf tot zijn dood in 1990 leiding aan het door zijn vader opgerichte Bureau Boosten. Vanaf 1990 wordt het bureau geleid door Fred Humblé.

## Gebouwen ontworpen door Theo Boosten
| Bouw | Naam                                            | Plaats     | Bijzonderheden   | Afbeelding |
| ---- | ----------------------------------------------- | ---------- | ---------------- | ---------- |
| 1958 | Pius X-kerk                                     | Eindhoven  | Gesloopt in 1992 |            |
| 1959 | Pius X-kerk                                     | Heerlen    | Gesloopt in 1998 |            |
| 1959 | Heilige Familiekerk                             | Maastricht | Gesloopt in 1999 |            |
| 1960 | Onze-Lieve-Vrouw van Altijddurende Bijstandkerk | Valkenburg |                  |            |
| 1961 | Sint-Annakerk                                   | Maastricht |                  |            |
| 1964 | Vredeskerk                                      | Venray     |                  |            |

- International Standard Name Identifier: 0000 0003 9286 8546
- Nederlandse Thesaurus van Auteursnamen: 104069252
- Virtual International Authority File: 287017178
- WorldCat: E39PBJkdkXkgHhHRD8yvVTkRrq